# وينتزينهيم كوتشيرسبيرغ
وينتزينهيم كوتشيرسبيرغ (بالفرنسية: Wintzenheim-Kochersberg)‏ هي بلدية تقع في إقليم الراين الأسفل من منطقة ألزاس في شمال شرق فرنسا. تبلغ مساحة هذه المدينة 1.95 (كم²)، وترتفع عن سطح البحر 250 م، يبلغ عدد سكانها 275 نسمة حسب إحصاء المعهد الوطني للإحصاء والدراسات الاقتصادية سنة 2009 م. وترأس Paul Ostermann البلدية خلال فترة (2001 - 2008).

## وصلات خارجية
- صفحة البلدية على موقع المعهد الوطني للإحصاء والدراسات الاقتصادية (بالفرنسية)